# Крст милосрђа (Краљевина Србија)
Крст милосрђа је орден Краљевине Србије установљен 7. маја 1913, а додјељивао се мушкарцима и женама, српским и страним држављанима, за његовање болесних и рањених током и послије рата. Добијали су га припадници српске војске, Црвеног крста, као и грађани и добровољци. Носио се о свејтло плавој траци.

## Орден
Крст милосрђа основан је Уредбом краља Петра I од 7. (20.) јуна 1913. године. Додјељивао се официрима и војницима свих родова српске војске, добровољним болничарима, болничаркама и другим особама, које су се посебно истакле у "ревносној, уредној и преданој нези, пожртвовању и указаној услузи и помоћи рањенима и оболелим војницима у рату и миру, за време епидемија, пожара, поплава, глади". Уз одликовање добијало се увјерење које је потписивао војни министар. Попис одликованих особа чувао се у министарству војном. Након смрти носиоца, одликовање је остало породици. крст милосрђа има облик малтешког крста, односно, како стоји у Уредби, "кракови крста зарезани су у виду упадног тупог угла." У средини крста налази се са обе стране округли црвено емајлирани медаљон. Прописани натпис на лицу гласи: 3А
ЊЕГУ РАЊЕНИКА И БОЛЕСНИКА 1912. На наличју је грб Краљевине Србије. Крст милосрђа израђивале су двије фирме: „Артус Бертранд” (етим. Arthus—Bertrand) из Париза и швајцарска радионица „Браће Игенин” (етимолошки: Huguenin Freres) из Ле Локла. Постоји неколико варијнти крстова. Крст се додјељивао и у Првом свјетском рату, а уврштен је и у попис одликовања Краљевине Југославије. На послије додијељиваним крстовима налази се година 1913. умјесто године 1912. Код упоређивања појединих примјерака уочљиве су разлике у димензијама медаљона, распореду, величини и облику слова натписа. Крст се носио на лијевој страни груди, на свиленој, свијетлоплавој траци. Премда је Уредбом одређено да се крст милосрђа носи на троугластој траци, жене су га носиле на траци сложеној у машну.